# قصة حب (أغنية كورية)
 «قصيدة حب» هي أغنية للمغنية وكاتبة الأغاني الكورية الجنوبية آيو، تم إصدارها من قِبل كاكاو ام كأغنية منفردة من EP بنفس الاسم في 1 تشرين الثاني 2019. ظهرت لأول مرة في المرتبة 11 على جدول Gaon Digital Chart ثم تصدرت الجدول في الأسبوع التالي، وأصبحت الاغنية الواحدة والعشرون للفنانة آيو التي تتصدر الجدول وبذلك تمدد رقمها القياسي لأكثر عدد اغاني متصدرة.

## خلفية
كتبت آيو الأغنية لتدعم الأحباء الذين يمرون بأوقات عصيبة،  فقالت: «من الصعب رؤية الشخص الذي تحبه يصبح منعزلاً. إنه لأمر مؤلم عدم القيام بأي شيء لهذا الموقف والاكتفاء بالمشاهدة فقط.» 

## أراء النقاد
كتبت جان لي في مقالها لصحيفة «ستريتس تايمز»«إن الأغنية مؤثرة للغاية بالنظر إلى أن آيو فقدت أحد صديقاتها المقربات، نجمة البوب الكوري سولي بسبب انتحار مشتبه به الشهر الماضي».

## الرسوم البيانية
| الرسم البياني (2019)                                          | ترتيب الأغنية |
| ------------------------------------------------------------- | ------------- |
| كوريا الجنوبية (غاون)                                         | 1             |
| مبيعات الأغاني الرقمية العالمية في الولايات المتحدة (بيلبورد) | 9             |